# Krabat-Mühle Schwarzkollm

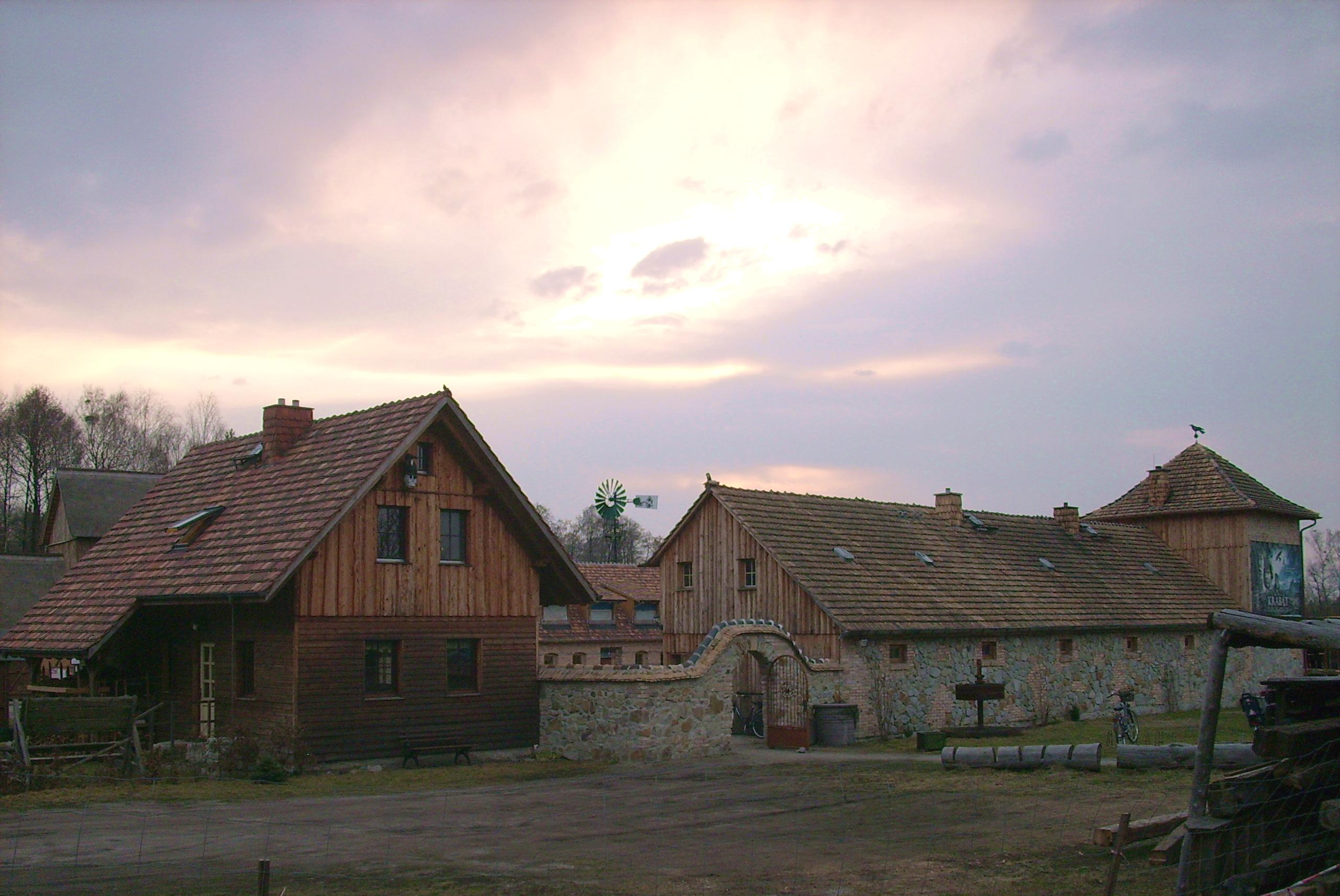
Teil des Erlebnishofes

Die Krabat-Mühle Schwarzkollm, obersorbisch Krabatowy młyn Čorny Chołmc, ist ein als touristisches Kulturzentrum genutzter Nachbau der sogenannten „Schwarzen Mühle“, die als Hauptschauplatz der Krabat-Sage insbesondere durch das Buch „Die schwarze Mühle“ von Jurij Brězan und den Roman „Krabat“ von Otfried Preußler sowie des hierauf basierenden Kinofilms „Krabat“ bekannt geworden ist. Der Erlebnishof Krabat-Mühle bildet in der traditionellen Bauweise eines Lausitzer Vierseitenhofes eine Anlage mit 6 Gebäuden und befindet sich auf einem 10.000 m2 großen Grundstück im Koselbruch 22 in Schwarzkollm (Stadt Hoyerswerda, Landkreis Bautzen).
Das ursprünglich als „Schwarze Mühle“ bezeichnete Gebäude nahe dem jetzigen Standort, die sogenannte Brösing-Mühle, brannte 1868 vollständig nieder. Die später neu aufgebaute Mühle wurde 1972 stillgelegt und zur Wohnnutzung umgebaut. Von der ursprünglichen Mühle ist gegenwärtig nur noch eine private Scheune erhalten.

## Ziele
Grundgedanke und Hintergrund des Projekts sind die Pflege des regionalen, insbesondere des sorbischen Brauchtums und der sorbischen Sprache sowie die Belebung des Tourismus im entstehenden Lausitzer Seenland und der Krabat-Region. Das Projekt Krabat-Mühle soll dazu beitragen, die dörfliche Gemeinschaft entgegen dem demographischen Trend zu stärken und mit dem Erhalt von Baukultur und ihrer touristischen Nutzung die Infrastruktur zu erhalten. Weitere Ziele sind:
- die Vermittlung der Krabatsage, insbesondere Kindern und Jugendlichen;
- Vernetzung der Lebensstationen von Krabat (Orte in der Krabat-Region) auf einem 90 Kilometer langen Krabat-Radwanderweg;
- Entwicklung und Durchführung von thematischen Führungen und Veranstaltungen;
- Aufnahme der Krabat-Sage in den sächsischen Lehrplan (in den alten Bundesländern schon länger Bestandteil).

## Entstehung der Anlage
Ein Wiederaufbau oder Neubau der Schwarzen Mühle wurde seit Anfang der 1990er Jahre von regionalen Vereinen und Organisationen angestrebt, wofür es jedoch zunächst an den finanziellen Mitteln fehlte. Mit Hilfe von Spenden, Fördergeldern und ehrenamtlicher Mitarbeit gelang dem 2005 gegründeten Schwarzkollmer Verein „Krabatmühle-Schwarzkollm e. V.“ schließlich am 10. Juli 2006 die Grundsteinlegung für den Bau des Gesindehauses (Herberge der Wandergesellen). Aktuell besteht der Verein „Krabatmühle-Schwarzkollm e. V.“ aus rund 100 Mitgliedern unter dem Vorsitz von Tobias Zschieschick. Maßgeblich beteiligt an der Entstehung der Krabat-Mühle war die jetzige zweite Vorsitzende des Vereins, die frühere Schwarzkollmer Bürgermeisterin Gertrud Winzer.
Als erstes Gebäude auf dem Gelände der Krabat-Mühle wurde das Gesindehaus mit Hilfe von über 100 freireisenden Wandergesellen errichtet, denen nach alten handwerklichen Traditionen hierfür Kost und Logis gewährt wurde. Fertiggestellt wurden das Gesindehaus, das dann auch als Herberge der Wandergesellen diente, und der Laubengang im Jahr 2008. 
Am 19. Mai 2009 wurde der Grundstein für die Schwarze Mühle gelegt: Hierfür wurde in Dubring eine denkmalgeschützte Scheune abgetragen und am Standort der Krabat-Mühle als Kerngebäude der „Schwarzen Mühle“ wieder aufgebaut. Ein „Mühlenturm“ mit historischer Mühlentechnik sowie das Wasserrad kamen kurze Zeit später hinzu. In der Mühle werden die Techniken verschiedener Mühlenarten wie Getreide-, (Buchweizen-)Grütze-, Leinöl- und Hirsemühle veranschaulicht und historische Arbeitsgeräte aus dem Mühlenalltag ausgestellt.
Der Laubengang gehört zur Bauernstube.
Als „Mühlenscheune“ dient eine denkmalgeschützte Scheune, die aus Sollschwitz nach Schwarzkollm umgesetzt wurde. 
Ausgestattet sind die Gebäude unter anderem mit Original-Requisiten aus dem Film „Krabat“. Diese hat die Produktionsgesellschaft dem Verein Krabatmühle-Schwarzkollm e. V. zur Verfügung gestellt. 
Im nach Süden anliegenden „Zauberwald“ werden auf einem 450 Meter langen Erlebnispfad verschiedene Schlüsselszenen aus der Krabat-Sage (Wüster Plan, Bäumels Tod) dargestellt und auf Infotafeln beschrieben. Außerdem entstanden eine Toilettenanlage und ein Parkplatz.

## Veranstaltungen
Seit 2012 werden auf dem Erlebnishof Krabat-Mühle jeweils im Juli die „Krabat-Festspiele“ veranstaltet. Jährlich findet ein Open-Air Kino-Event auf dem Gelände der Krabat-Mühle statt. Weitere Höhepunkte sind Bauernmärkte, inszenierte traditionelle sorbische Hochzeiten sowie Aufführungen des Sorbischen National-Ensembles.

## Tourismus
Die Besucherzahl stieg von 2.000 im Jahr 2006 auf 33.000 im Jahr 2012 an.
Die Krabat-Mühle nimmt am jährlichen Mühlentag am Pfingstmontag teil.

## Vernetzung und Bedeutung für die Region
Aufgrund der inhaltlichen Ausrichtung und Einmaligkeit ist die „Krabat-Mühle“ Schwarzkollm ein Schlüsselprojekt
- der Regionalentwicklung Oberlausitz (Regionalmanagement, 2002),
- der Regionalentwicklung „Auf den Spuren von Krabat“ (KRABAT e. V., 2001/2002),
- des regionalen Entwicklungsprozesses „Lausitzer Seenland“ (Zweckverband Elstertal, Mai 2007) und
- der integrierten ländlichen Entwicklung „Lausitzer Seenland“ (Koordinierungskreis, Mai 2008).

Das Präsidium (am 27. März 2006) und der Bundesvorstand (am 8. April 2006) der Domowina, des Bundes Lausitzer Sorben, haben per Beschluss ebenfalls die regionale Bedeutung der Krabat-Mühle Schwarzkollm bestätigt und unterstützen das Projekt.

## Ausblick
Erweiterungen sind geplant. Dazu gehören:
- Aufbau der Schauwerkstatt „Jurij Brězan“ in einem ehemaligen Wohnhaus aus Dubring, in der unter anderem das sorbische Brauchtum und die sorbische Sprache thematisiert, alte Handwerkskünste wie Blaudruck, Glas-/Porzellanmalerei, Weben, Spinnen, Töpfern gezeigt und selbst angewendet werden sowie Tanzprojekte und Erlebnispädagogik für Kinder, Workshops, Ausstellungen (insbesondere Trachtenausstellungen) und Kurse stattfinden sowie eine Literatur- und Sprachwerkstatt betrieben werden sollen.
- Weitere Gestaltung der Außenanlagen (Aufbau einer neuen 240 Quadratmeter großen Scheune, Aufbau einer Naturtribüne).

Das Projekt wird ausschließlich aus Spenden und Fördergeldern finanziert und mit Hilfe von freiwilligen Helfern, den Schwarzkollmer Bürgern, Firmen, dem 2. Arbeitsmarkt und den freireisenden Wandergesellen Deutschlands umgesetzt.